# باول ويل
باول ويل (بالألمانية: Paul Will)‏ هو لاعب كرة قدم ألماني، ولد في 1 مارس 1999 في بيدنكوبف في ألمانيا. لعب مع بايرن ميونخ.

## وصلات خارجية
- باول ويل على موقع الاتحاد الأوربي (الإنجليزية)
- باول ويل على موقع قاعدة بيانات كرة القدم.إي يو (الإنجليزية)
- باول ويل على موقع Soccerway.com (الإنجليزية)
- باول ويل على موقع عالم كرة القدم.نت (الإنجليزية)